# Ґарби (Познанський повіт)
Ґарби (пол. Garby, нім. Buckelfelde) — село в Польщі, у гміні Сважендз Познанського повіту Великопольського воєводства.
Населення — 339 осіб (2011).
У 1975-1998 роках село належало до Познанського воєводства.

## Демографія
Демографічна структура станом на 31 березня 2011 року:
|          | Загалом | Допрацездатний вік | Працездатний вік | Постпрацездатний вік |
| -------- | ------- | ------------------ | ---------------- | -------------------- |
| Чоловіки | 172     | 43                 | 117              | 12                   |
| Жінки    | 167     | 35                 | 101              | 31                   |
| Разом    | 339     | 78                 | 218              | 43                   |